# Odznaka tytułu honorowego „Zasłużony Rolnik Polskiej Rzeczypospolitej Ludowej”
Odznaka tytułu honorowego „Zasłużony Rolnik Polskiej Rzeczypospolitej Ludowej” – jedna z piętnastu odznak tytułów honorowych przyznawanych w PRL, ustanowiona 10 maja 1985 w uznaniu zasług dla rolników indywidualnych i gospodyń wiejskich, członków i pracowników rolniczych spółdzielni produkcyjnych, pracowników uspołecznionych gospodarstw rolnych i obsługi rolnictwa, członków i pracowników organizacji społecznych i społeczno-zawodowych, stowarzyszeń naukowo-technicznych, placówek naukowo-badawczych o charakterze rolniczym, w osiąganiu wysokich efektów w dziedzinie produkcji rolnej oraz rozwoju rolnictwa.
Tytuł honorowy nadawano z okazji dożynek rolnikom indywidualnym, członkom i pracownikom rolniczych spółdzielni produkcyjnych, pracownikom uspołecznionych gospodarstw rolnych i obsługi rolnictwa za wybitne zasługi w osiąganiu wysokich efektów w dziedzinie produkcji roślinnej lub produkcji zwierzęcej, obsługi techniczno-produkcyjnej rolnictwa, rozwoju postępu technicznego lub biologicznego.
Odznakę noszono po prawej stronie piersi. Laureatom tytułu przysługiwał dodatek do renty lub emerytury tzw. chlebowy.
Wszystkie tytuły honorowe zostały zlikwidowane 23 grudnia 1992, ustawą z dnia 16 października 1992, pozostawiając dotychczasowym laureatom prawo do ich używania.